# Muzea w Sztokholmie
W Sztokholmie znajduje się ponad 200 muzeów. Do jednorazowej wizyty w każdym z muezów stokholmskich uprawnia karta sztokholmska (szw. Stockholmskortet), płatna karta abonamentowa na czas określony (na 24, 48 lub 72 godz.), wydawanej przez biuro promocji miasta (Stockholm Visitors Board AB). Karta ta pozwala ponadto na nieodpłatne korzystanie z komunikacji miejskiej w okresie ważności karty (z wyłączeniem kilku linii).

## Muzea w pałacach
- Kungliga Slottet – muzeum w Pałacu Królewskim
- Skattkammaren – skarbiec w Pałacu Królewskim, w którym przechowuje się m.in. szwedzkie regalia i zbiór koron
- Gustav III's Antikmuseum – muzeum z antycznymi marmurowymi rzeźbami
- Livrustkammaren – królewska zbrojownia
- Muzeum Trzech Koron – historia poprzedniej siedziby szwedzkich władców
- Rosendals Slott – muzeum w Pałacu Rosendal
- Pawilon Gustawa III – muzeum stylu gustawiańskiego z końca XVIII wieku
- Ulriksdals Slott – muzeum w Pałacu Ulriksdal
- Drottningholms Slott – muzeum w Pałacu Drottningholm

## Muzea historyczne
- Historiska Museet – muzeum historyczne
- Muzeum Nordyckie – muzeum historii kultury
- Skansen – muzeum budownictwa, kultury i sposobu życia w różnych rejonach Szwecji przed uprzemysłowieniem
- Stockholms Stadsmuseum – muzeum miejskie prezentujące historię miasta i jego mieszkańców
- Medeltidsmuseet – muzeum średniowiecznego Sztokholmu
- Folkens Museet Etnografiska – muzeum etnograficzne prezentujące przedmioty codziennego użytku z całego świata
- Judiska Museet – muzeum historii i kultury Żydów
- Medelhavsmuseet – muzeum śródziemnomorskie i Bliskiego Wschodu
- Östasiatiska Museet – muzeum Dalekiego Wschodu

## Muzea sztuki
- Nationalmuseum – muzeum narodowe ze zbiorami malarstwa europejskiego i szwedzkiego
- Moderna Museet – muzeum sztuki nowoczesnej
- Arkitekturmuseet – muzeum architektury dające przegląd technik budownictwa
- Liljevalchs konsthall – muzeum XX-wiecznych prac szwedzkich i obcych
- Waldemarsudde i Thielska Galleriet – muzea eksponujące sztukę skandynawską XIX i początku XX wieku
- Spökslottet – muzeum klasycznego malarstwa szwedzkiego
- Millesgården – muzeum Carla Millesa

## Muzea marynistyczne
- Muzeum Vasa – muzeum okrętu Waza
- Museifartygen – muzeum dwóch statków: Finngrundet i St. Erik
- Aquaria – oceanarium
- Sjöhistoriska Museet – muzeum modeli statków

## Muzea w domach prywatnych
- Hallwylska Palatset – muzeum w pałacu Hallwylów
- Strindbergsmuseet Blå Torent – muzeum Augusta Strindberga
- Carl Eldhs Ateljémuseum – muzeum Carla Eldhsa

## Muzea specjalistyczne
- ABBA The Museum – Muzeum Zespołu ABBA
- Kungliga Myntkabinettet – muzeum monet
- Junibacken – muzeum postaci z książek Astrid Lindgren
- Leksakmuseet – muzeum zabawek
- Vin- & Spirithistoriska Museet – muzeum historii wina i spirytualiów
- Tobaksmuseet – muzeum tytoniu
- Spårvägsmuseet – muzeum transportu
- Almgrens Sidenväveri & Museum – fabryka jedwabi i muzeum Almgrena
- Bellmanmuseet – muzeum Carla Michaela Bellmana
- Dansmuseet – muzeum tańca
- Musikmuseet – muzeum muzyki
- Postmuseum – muzeum pocztowe
- Armémuseum – muzeum wojskowe